# Dysschema aorsa
Dysschema aorsa là một loài bướm đêm thuộc phân họ Arctiinae, họ Erebidae.